# Rue du Banquier
La rue du Banquier est une voie située dans le quartier de la Salpêtrière du 13e arrondissement de Paris.

## Situation et accès
La rue du Banquier est accessible par les lignes de métro 7 à la station Les Gobelins et 5 à la station Campo-Formio.

## Origine du nom
La rue doit sa dénomination à un banquier du nom de « Patouillet », un propriétaire qui possédait à cet endroit au XVIe siècle de grands terrains qui s'étendaient jusqu'à la Bièvre.

## Historique

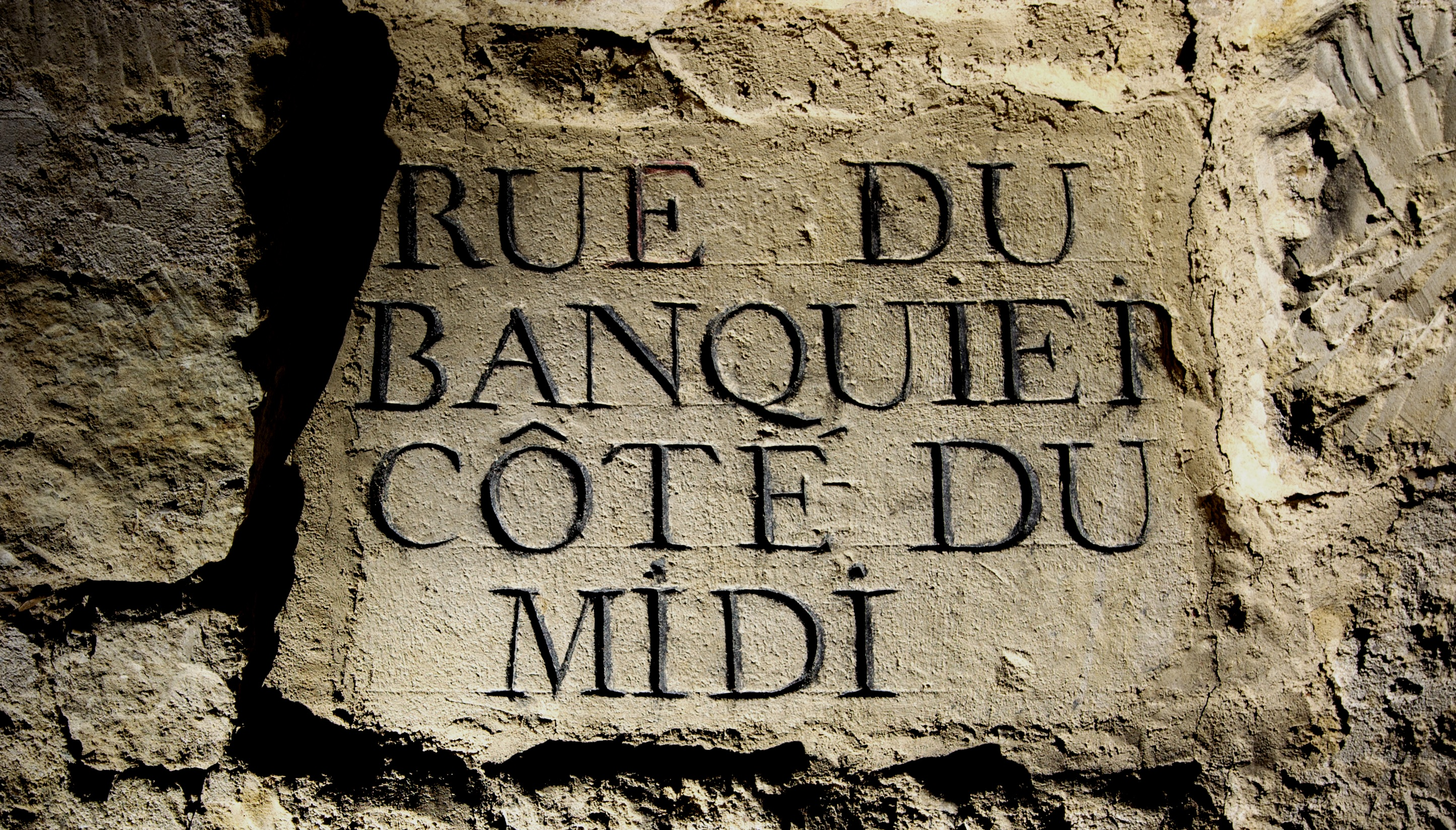
Plaque de la rue du Banquier dans les carrières souterraines.

Cette voie, qui existait avant 1650 et tracée sur le plan de Jouvin de Rochefort de 1672, est une partie d'un ancien chemin qui conduisait à Villejuif qui portait en 1675 déjà le nom de « rue du Banquier » et de « rue du Banquier-Patouillet » et était voisine de la rue du Petit-Banquier.
En 1844, elle reliait la rue du Marché-aux-Chevaux à l'avenue des Gobelins (qui s'appelait alors rue Mouffetard).
La voie est parcourue, en souterrain, par une galerie d'inspection des carrières du 13e arrondissement.

## Bâtiments remarquables et lieux de mémoire

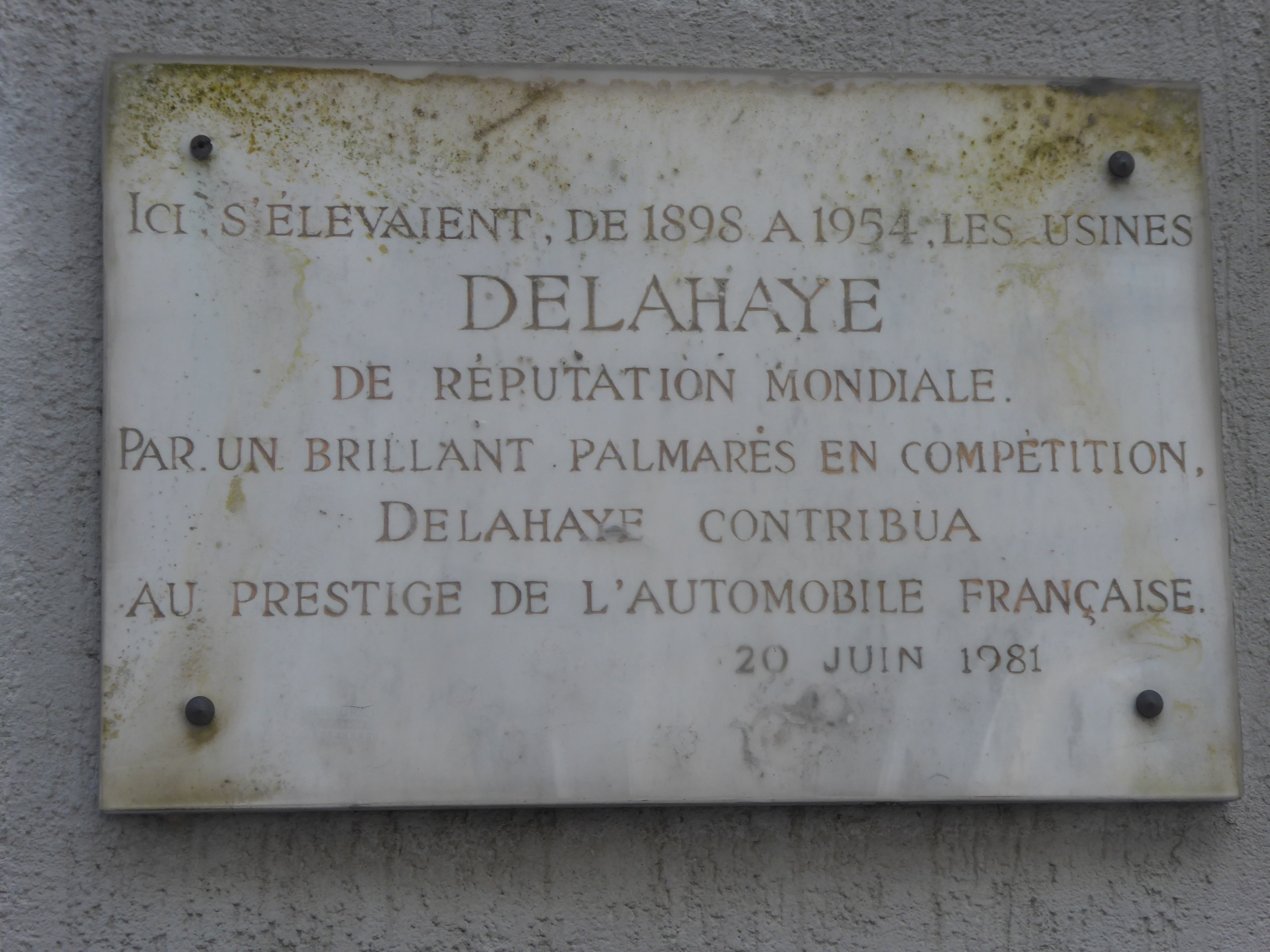
Delahaye, rue du Banquier.

- L'arrière de l'École nationale de chimie physique et biologie de Paris construite de 1970 à 1973.
- Les anciennes usines de construction automobile Delahaye (1898-1954) s'élevaient au no 10.
- Accès au jardin d'immeubles du boulevard de l'Hôpital.
- Au no 20 se trouvait dans les années 2000 une plaque commémorative fantaisiste : « Le 17 avril 1967, ici, il ne s’est rien passé »[2].